# Коварство и любовь (альбом)
«Коварство и любовь» — второй студийный альбом советской рок-группы «Агата Кристи», выпущенный в 1989 году. Существует в двух вариантах: первый из них был сведён на «Студии НП» и распространялся как магнитоальбом. Вскоре для пластинки альбом был перезаписан и выпущен в 1991 году под лейблом «Sintez Records».
Две записи оказались разными: настроение, аранжировки и мастерство заметно отличались друг от друга. Настроение альбома стилистически наполнено гитарно-клавишной волной, замешанной под ретро-звуки оперетты, маршей, танго и специфической эстрадности, которая характеризует период становления группы. Тексты написаны в духе социальной критики: композиции носят антисоветский, диссидентский и безнравственный характер.
Группа получила определённую известность и успешно выступила на нескольких рок-фестивалях, в частности, на 3 фестивале Свердловского рок-клуба. Две песни из альбома вошли в аудиоприложение литературно-музыкального и общественно-политического журнала «Кругозор».
Первым хитом группы является песня «Viva Kalman!» о клоуне-монстре. Клип на эту композицию снял Андрей Разбаш — режиссёр популярной программы «Взгляд». Другие музыкальные видео, на песни «Наша правда» и «Канкан», вошли в разные передачи о свердловском роке.

## История создания альбома

### Запись
После удачного выступления на 4 фестивале Свердловского рок-клуба коллективу пришло приглашение к сотрудничеству на «Студии НП». Было решено опробовать использовать электронные аранжировки, записанные в секвенсор. Музыкальное программирование не представляло особой сложности для участников группы, которые имели музыкальное образование и были выпускниками радиотехнического факультета. После того, как песни были записаны, возникло недопонимание между членами «Агаты» и владельцами студии. Коллектив результат работы не устраивал — звучание было слишком электронным и резко отличалось от того, как исполнялись эти композиции на концертах, и со звучанием «Второго фронта». Работники студии настаивали, что альбом получился хорошим и его надо опубликовывать, а не переделывать. В результате разногласий остался лишь оригинал сведения, а группа запретила публикацию и продажу фирме «Мелодия» сделанной звукозаписи. Как очередной магнитоальбом «Коварство и любовь» был выпущен в 1989 году.
Через полтора года лейбл «Sintez Records» предложил переиздать альбом на грампластинке. Однако плёнка не подошла для винила по техническим причинам, и в результате материал перезаписывался ещё раз в «Студии-8» в 1990 году. В записи принимал барабанщик Альберт Потапкин, а второй клавишник Лев Шутылёв не принял в участии из-за болезни. Живые барабаны не использовались, вместо этого Потапкин программировал партии ударных. По сравнению с первой записью, изменился состав треков. Предполагалось, что выпуском займётся «Мелодия», но в связи с её распадом в конечном итоге релиз альбома состоялся под лейблом «Sintez Records» в 1991 году.

### Название и обложка
Во время выбора названия для студийного альбома Александр Козлов предложил назвать «Холодная любовь» по одноимённой композиции, но братья Самойловы настаивали на названии «Коварство и любовь». Группа решила, если она названа по имени писательницы, то пусть альбом будет называться как драма Фридриха Шиллера — там так же присутствовал гротеск и мистика, отражённый в названии.
Обложку для «Коварства и любви» оформил Ильдар Зиганшин: на ней фотограф изобразил улыбающегося хамелеона на розовой обложке.

## Музыка и тексты песен
Это был наш самый свердловский альбом — пафосный симфонизм с массой клавишных.
Для коллектива единственным привычным в то время звучанием на синтезаторе был, по мнению Вадима Самойлова, оркестрово-скрипичный, использованный практически везде. Альбом переполнен гитарно-клавишной волной, замешанной под ретро-звуки оперетты, маршей, танго и специфической эстрадности, которая характеризует период становления группы. По мнению Дмитрия Карасюка, под эти песни хотелось танцевать — «неслыханное преступление, с точки зрения некоторых рок-ортодоксов».
Дедушка — он один.
Он до сих пор бомбит Берлин.
Он на этой почве сошёл с ума.
Он до сих пор просыпается с криком:
«Война! Ура! Вперёд за Сталина!»
Большинство текстов альбома были сделаны в духе социальной критики: композиции носят антисоветский, диссидентский и безнравственный характер. Так, например песня «Праздник семьи» изначально называлась «Праздник советской семьи» и текст заметно отличался от первоначального варианта. Упоминания о Иосифе Сталине и истории СССР исчезли из новой версии. Среди протестных песен также были «Наша правда», «Крысы в белых перчатках» и «Танго с дельтапланом», первоначально называвшаяся «Танго кооперативное» и являвшийся сатирой на кооперативные ларьки.
Официальный альбом открывается композицией «Инспектор По…», которую критик Алексей Морозов назвал «музыкальным гибридом венского вальса с фашистским военным оркестром, марширующим по Вене под „Ein Heller und ein Batzen…“, с устрашающей воображение гитлерюгендов страшилкой в рефрене», сравнив эту песню-речитатив со «Скованными одной цепью» группы «Nautilus Pompilius».
Название песни «Viva Kalman!» отсылает к «королю оперетты» Имре Кальману, поскольку весь материал в целом и песня в частности выдержаны в опереточном стиле. Данная композиция является первым хитом группы и единственная из альбома, вошедшая в постоянный концертный репертуар. Песня полностью написана Вадимом Самойловым, за исключением инструментального проигрыша в середине, сочинённого Глебом (до этого проигрыш присутствовал в песне «Взгляд на историю»). К оперетте здесь отсылает не только вынесенное в заглавие песни имя венгерского композитора. Сама песня — это вывернутая наизнанку оперетта: Мистер Икс превращается здесь в надменного и высокомерного белого клоуна, а конфликт между циркачом и светским обществом разрешается не восстановлением утраченного социального статуса героем, а очередным убийством того, кто смеялся над шутом.
Текст песни «Собачье сердце» представляет собой монолог пса Шарика из одноимённой повести Михаила Булгакова. Будучи вырванным из контекста и исполненным в виде слов песни, первоначальный эпический текст перестаёт быть внутренним монологом персонажа и становится высказыванием ролевым. На это указывает название, отсылающее к тексту-источнику.
Композиция «Канкан» была сделана братьями Самойловыми из нескольких Глеба. Первоначально мелодия исполнялась в два раза быстрее, а также имелось в два раза больше текста. У песни также есть и третий куплет, который так и не вошёл ни в магнитоальбом, ни в официальную версию.
«Танго с дельтапланом» является одной из первых композиций группы, музыка которой была сочинена Александром Козловым, а стихи являлись работой Глеба Самойлова.
В конце песни «Африканка» звучит тема из популярного в то время бразильского сериала «Рабыня Изаура». Помимо этого, это было первое обращение братьев Самойловых к немецкому языку.
Текст песни «Кондуктор» менялся два раза. Первый текст был Вадима, а припев Глеба, а второй текст, который вошёл в пластинку, был полностью переделан. Александр Козлов вовсе выступил против выпуска этой песни на пластинке потому как никакого запаса шлягера, по его словам, она не несла. Братьям Самойловым она очень нравилась ещё в предыдущей версии.
Последняя композиция из официального альбома «Бесса мэ» является одним из декадентских произведений, которые были сочинены Глебом Самойловым без упоминания слова «декаданс».

## Продвижение

### Видеография
На композицию «Наша правда» снят клип, который вошёл в программу о роке «Чёртово колесо». Другой, «Канкан», был включён в документальный фильм о свердловском роке «Сон в красном тереме».
«Viva Kalman!» является одной из первых успешных песен «Агаты Кристи». Клип на эту композицию снял Андрей Разбаш — режиссёр популярной программы «Взгляд». Съёмки музыкального видео проходили долго: часть из них была записана в квартире родителей Разбаша на Беговой, там же был расположен разрушенный цирк, который также запечатлён в клипе.

### Концертные выступления
Песни из альбома исполнялись на концертах ещё до выпуска. 16 октября 1988 года на 3 фестивале Свердловского рок-клуба «Агата Кристи» уже исполнила композиции «Viva Kalman!» и «Крысы в белых перчатках». Группу стали приглашать на различные концерты, а телевидение записывает их. В этот период коллектив выступил на фестивалях «СыРок», «Интершанс» и «Ступень к Парнасу». Состоялись концерты также и за рубежом: «Агата Кристи» играла уже в Болгарии, Германии, Франции и на Кипре. В конце 1989 года группа впервые выступила за границей на фестивале молодых европейских групп в Глазго.
Концертов стало так много, что музыканты решили уволиться с работы и стать профессиональными музыкантами. Для Вадима Самойлова данный переход прошёл легко, поскольку он всегда мечтал жить на доходы от творчества. Александр Козлов свой выбор в пользу музыки сделал лишь в начале 1990 года.

## Отзывы и критика
Редакция журнала «ПерекатиПоле» отметила, что «новая» музыка быстро усваивается слушателем и расчёт был сделан на узнаваемость.
Оценивая виниловую версия альбома, Юлия Гасилова от «Рок-хроники» дала смешанную оценку. По её мнению, музыканты группы являются неплохими стилистами и подчеркнула, что в любом из них важна театральная помпезная. «„Агата“ слишком серьёзна по отношению к себе. К тому же альбому недостаёт разноплановости» — ответила Юлия Гасилова о недостатках «Коварства и любви».
Вторая половина альбома, по мнению музыкального критика Алексея Морозова, не дотягивает, и не носит никаких протестных характеров. Однако, в отличие от других альбомов группы («Второй фронт» и «Декаданс»), «Коварство и любовь» пользовался широким спросом. Алексей Морозов подводит, что несмотря на непременную ипохондрию, декадентство и сплин, это — самый светлый альбом группы.

## Хронология выпуска
| Регион  | Дата | Лейбл                 | Форматы | Каталог         |
| ------- | ---- | --------------------- | ------- | --------------- |
| СССР    | 1989 | нет                   | CS      | нет             |
| СССР    | 1991 | Sintez Records        | LP      | 1-004-C-6       |
| Россия  | 1994 | Jam Sound Productions | CD      | 010 055-1       |
| Россия  | 1995 | Extraphone            | CD      | Ex 95007        |
| Россия  | 1995 | Союз                  | CS      | SZ0398-95       |
| Россия  | 1996 | Extraphone            | CD      | Ex 95007        |
| Литва   | 2005 | Extraphone            | CD      | Ex 95007        |
| Россия  | 2008 | Стиль Рекордс         | CD      | СР-089-01       |
| Украина | 2008 | Стиль Рекордс         | CD      | СР-089-01       |
| Россия  | 2013 | Bomba Music           | LP      | BoMB 033—843 LP |

## Список композиций

### Самиздатовский магнитоальбом
| №   | Название                   | Текст песни              | Музыка                              | Длительность |
| --- | -------------------------- | ------------------------ | ----------------------------------- | ------------ |
| 1.  | «Viva Kalman!»             | В. Самойлов              | Вадим Самойлов, Глеб Самойлов       | 2:51         |
| 2.  | «Сытая свинья»             | Г. Самойлов              | Г. Самойлов                         | 4:20         |
| 3.  | «Африканка»                | В. Самойлов, Г. Самойлов | В. Самойлов, Г. Самойлов            | 3:03         |
| 4.  | «Пантера»                  | В. Самойлов              | В. Самойлов                         | 3:36         |
| 5.  | «Герои»                    | В. Самойлов              | В. Самойлов                         | 2:08         |
| 6.  | «Танго с дельтапланом»     | В. Самойлов, Г. Самойлов | Александр Козлов                    | 2:50         |
| 7.  | «Праздник советской семьи» | Г. Самойлов              | Г. Самойлов                         | 2:54         |
| 8.  | «Холодная любовь»          | Г. Самойлов              | Г. Самойлов, В. Самойлов, А. Козлов | 3:02         |
| 9.  | «Наша правда»              | В. Самойлов              | В. Самойлов                         | 3:17         |
| 10. | «Инспектор По…»            | В. Самойлов              | А. Козлов, В. Самойлов              | 2:08         |
| 11. | «Кондуктор»                | В. Самойлов, Г. Самойлов | Г. Самойлов                         | 1:43         |
| 12. | «Крысы в белых перчатках»  | В. Самойлов              | В. Самойлов, Г. Самойлов            | 4:07         |

### Официальный альбом
| №   | Название               | Текст песни                                                           | Музыка                              | Длительность |
| --- | ---------------------- | --------------------------------------------------------------------- | ----------------------------------- | ------------ |
| 1.  | «Инспектор По…»        | В. Самойлов                                                           | А. Козлов, В. Самойлов              | 2:28         |
| 2.  | «Viva Kalman!»         | В. Самойлов                                                           | В. Самойлов                         | 2:40         |
| 3.  | «Африканка»            | Г. Самойлов, В. Самойлов                                              | Г. Самойлов, В. Самойлов            | 2:59         |
| 4.  | «Сытая свинья»         | Г. Самойлов                                                           | Г. Самойлов                         | 4:19         |
| 5.  | «Танго с дельтапланом» | Г. Самойлов, В. Самойлов                                              | А. Козлов                           | 2:28         |
| 6.  | «Праздник семьи»       | Г. Самойлов                                                           | Г. Самойлов                         | 2:56         |
| 7.  | «Собачье сердце»       | на слова Михаила Булгакова                                            | Г. Самойлов                         | 1:44         |
| 8.  | «Аллергия»             | Неизвестный автор, из книги П. И. Карпова «Творчество душевнобольных» | В. Самойлов                         | 2:30         |
| 9.  | «Канкан»               | Г. Самойлов, В. Самойлов                                              | Г. Самойлов, В. Самойлов            | 3:41         |
| 10. | «Холодная любовь»      | Г. Самойлов                                                           | Г. Самойлов, В. Самойлов, А. Козлов | 2:41         |
| 11. | «Пантера»              | В. Самойлов                                                           | В. Самойлов                         | 3:42         |
| 12. | «Кондуктор»            | Г. Самойлов, В. Самойлов                                              | Г. Самойлов                         | 2:00         |
| 13. | «Viva!»                |                                                                       | В. Самойлов                         | 0:25         |
| 14. | «Бесса мэ…»            | Г. Самойлов                                                           | Г. Самойлов                         | 4:06         |

### Видео-бонусы переиздания 2008 года
| №  | Название                                                    | Текст песни                | Музыка      | Длительность |
| -- | ----------------------------------------------------------- | -------------------------- | ----------- | ------------ |
| 1. | «Бесса мэ… (Владимир Шахрин) (live @ ДМ, Екатеринбург’ 93)» | Г. Самойлов                | Г. Самойлов | 4:06         |
| 2. | «Собачье сердце (live @ СК "Олимпийский", Москва’ 98)»      | на слова Михаила Булгакова | Г. Самойлов | 4:33         |
| 3. | «Праздник семьи (live @ ДC "Лужники", Москва’ 03)»          | Г. Самойлов                | Г. Самойлов | 3:08         |

## Участники записи

### Самиздатовский магнитоальбом
- Вадим Самойлов — вокал, гитара, клавишные
- Александр Козлов — клавишные
- Пётр Май — барабаны
- Глеб Самойлов — бас-гитара, вокал
- Виктор Алавацкий — бэк-вокал, программирование

### Официальный альбом
- Вадим Самойлов — вокал, гитара, клавишные
- Глеб Самойлов — вокал, бас-гитара, клавишные
- Александр Козлов — клавишные
- Альберт Потапкин — ударные

### Технический персонал
- Продюсер — Вадим Самойлов
- Звукорежиссёры — Вадим Самойлов, Александр Кузнецов
- Запись — Студия НП (магнитоальбом), «Студия 8», г. Свердловск 1989 г.
- Sunny Swan — Ремастеринг, 2007 г.
- «Студия Артемия Лебедева» — Редизайн, 2007 г.